# Laelia actuosa
Laelia actuosa är en fjärilsart som beskrevs av Erich Martin Hering 1926. 
Laelia actuosa ingår i släktet Laelia och familjen tofsspinnare. Inga underarter finns listade i Catalogue of Life.